# Lijst van wereldkampioenen wegrit beloften vrouwen
De wegrit voor vrouwen bij de beloften staat sedert 2022 op het programma van de wereldkampioenschappen wielrennen.

## Geschiedenis
Het eerste WK wielrennen werd in 1921 gehouden in de Deense hoofdstad Kopenhagen. In 1996 werd bij de mannen een wegwedstrijd voor beloften onder 23 jaar geïntroduceerd. Het zou daarna nog tot 2022 wachten zijn op een equivalent voor de vrouwen. De eerste drie edities zal de wedstrijd verreden worden binnen de elitewedstrijd. In 2025 wordt het een losstaande wedstrijd.

## Erelijst
| Jaar | Plaats       | Goud               | Zilver             | Brons               |
| 2027 | Haute-Savoie |                    |                    |                     |
| 2026 | Montreal     |                    |                    |                     |
| 2025 | Kigali       |                    |                    |                     |
| 2024 | Zürich       | Puck Pieterse      | Neve Bradbury      | Antonia Niedermaier |
| 2023 | Glasgow      | Blanka Vas         | Shirin van Anrooij | Anna Shackley       |
| 2022 | Wollongong   | Niamh Fisher-Black | Pfeiffer Georgi    | Ricarda Bauernfeind |

## Medaillespiegel
| Plaats | Land                | Goud | Zilver | Brons | Totaal |
| 1      | Nederland           | 1    | 1      | 0     | 2      |
| 2      | Hongarije           | 1    | 0      | 0     | 1      |
| 2      | Nieuw-Zeeland       | 1    | 0      | 0     | 1      |
| 4      | Verenigd Koninkrijk | 0    | 1      | 1     | 2      |
| 5      | Australië           | 0    | 1      | 0     | 1      |
| 6      | Duitsland           | 0    | 0      | 2     | 2      |
| Totaal | Totaal              | 3    | 3      | 3     | 9      |

Bijgewerkt t/m WK 2024
1921 · 
1922 · 
1923 · 
1924 · 
1925 · 
1926 · 
1927 · 
1928 · 
1929 · 
1930 · 
1931 · 
1932 · 
1933 · 
1934 · 
1935 · 
1936 · 
1937 · 
1938 · 
1946 · 
1947 · 
1948 · 
1949 · 
1950 · 
1951 · 
1952 · 
1953 · 
1954 · 
1955 · 
1956 · 
1957 · 
1958 · 
1959 · 
1960 · 
1961 · 
1962 · 
1963 · 
1964 · 
1965 · 
1966 · 
1967 · 
1968 · 
1969 · 
1970 · 
1971 · 
1972 · 
1973 · 
1974 · 
1975 · 
1976 · 
1977 · 
1978 · 
1979 · 
1980 · 
1981 · 
1982 · 
1983 · 
1984 · 
1985 · 
1986 · 
1987 · 
1988 · 
1989 · 
1990 · 
1991 · 
1992 · 
1993 · 
1994 · 
1995 · 
1996 · 
1997 · 
1998 · 
1999 · 
2000 · 
2001 · 
2002 · 
2003 · 
2004 · 
2005 · 
2006 · 
2007 · 
2008 · 
2009 ·
2010 · 
2011 · 
2012 · 
2013 · 
2014 · 
2015 · 
2016 · 
2017 · 
2018 · 
2019 · 
2020 ·
2021 ·
2022 ·
2023 ·
2024 ·
2025 ·
2026